# Јаблонка (Мијава)
Јаблонка (слч. Jablonka) насељено је мјесто са административним статусом сеоске општине (слч. obec) у округу Мијава, у Тренчинском крају, Словачка Република.

## Становништво
| Година:    | 1994. | 2004.    | 2014.   | 2024.   |
| ---------- | ----- | -------- | ------- | ------- |
| Број људи: | 600   | 517      | 482     | 474     |
| Разлика:   |       | -13,83 % | -6,76 % | -1,65 % |

| Година:    | 2023. | 2024. |
| ---------- | ----- | ----- |
| Број људи: | 474   | 474   |
| Разлика:   |       | +0 %  |

Према подацима о броју становника из 2024. године насеље је имало 474 становника.